# Прозаично
Прозаично је израз који у модерној умјетности и књижевности означава ефекат против романтичарског поетизовања, малограђанске идиле, и сл., у складу са истинитошћу уметничког израза. Пејоративно се користи за неуспео поетски израз у књижевности и другим уметностима (музици, сликарству и сл.). 